# Schleuderrad

Schleuderrad

Das Schleuderrad-Prinzip wird in der Oberflächentechnik angewendet. Dabei wird das Strahlmittel durch ein sich schnell drehendes Schaufelrad auf die gewünschte Geschwindigkeit beschleunigt. Die schnelle und großflächige Bearbeitung von vielen Bauteilen in kurzer Zeit bei geringem Energieaufwand ist der bedeutendste Vorteil dieser Anlage.
Voraussetzung für die Anwendung dieses Verfahrens sind große, wenig komplex gestaltete Bauteile. Für komplexe Bauteile ist es wenig geeignet, da der Abstand zwischen Strahlgut und Schleuderrad zu stark variiert, was eine sehr unterschiedliche Ausprägung der Druckeigenspannungen zur Folge haben würde. Bei diesem Verfahren können nur runde Strahlmittel benutzt werden, da kantige Strahlmittel einen zu raschen Verschleiß der Schaufeln mit sich bringen, aber vor allem, da der Effekt der Oberflächenverfestigung durch feine Risse in der Oberfläche zunichtegemacht wird. Die Anlagen sind meist so groß, dass ein mobiler Einsatz ausgeschlossen ist.